# Vriesea morrenii
Vriesea morrenii är en gräsväxtart som beskrevs av Heinrich Wawra. Vriesea morrenii ingår i släktet Vriesea och familjen Bromeliaceae. Inga underarter finns listade i Catalogue of Life.